# Un Amour de la du Barry
Un Amour de la du Barry è un cortometraggio muto del 1912 diretto da Albert Capellani, un regista che durante la prima guerra mondiale avrebbe poi lavorato anche negli USA, ritornando in Francia solo nel 1923.
Il ruolo principale era affidato a Stacia Napierkowska, una ballerina con una lunga carriera anche come attrice. Aveva esordito sullo schermo nel 1908 con L'Arlésienne diretta sempre da Capellani. Un altro dei suoi registi preferiti era Max Linder.
Questa è una delle numerose versioni che il cinema ha dedicato al personaggio della favorita di Luigi XV

## Produzione
Il film venne prodotto dalla Pathé Frères (con il nome Série d'Art Pathé Frères (SAPF)).

## Distribuzione
Il film, distribuito dalla Pathé Frères, uscì nelle sale francesi il 7 giugno 1912.